# 대륙의 밀사
"대륙의 밀사"는 한국에서 제작된 김묵 감독의 1964년 영화이다. 강신성일 등이 주연으로 출연하였고 백완 등이 제작에 참여하였다.

## 출연

### 주연
- 강신성일
- 엄앵란
- 이수련

## 기타
- 조명: 박응선
- 미술: 박석인